# Birrart 2007
Birrart 2007 és una microcerveseria de Sarrià de Ter creada per la Sílvia Ivars i en Josep Borrell l'any 2007 que produeixen cervesa artesana. Està associada al Gremi d'Elaboradors de Cervesa Artesana i Natural.
La Moska de Girona és la marca de cerveses artesanes de Birrart 2007. El nom es deu a una llegenda de Girona sobre els fets històrics de la guerra de la independència contra les tropes de Napoleó. El 2009 comercialitzava 1.800 ampolles de 33 centilitres a la setmana que es distribueixen principalment als restaurants. L'any 2013 produïen 40.000 litres i 90.000 ampolles a l'any, arribant a la seva màxima capacitat a les actuals instal·lacions. La distribució es fa principalment a les comarques de Girona i Barcelona, i pròximament començaran les exportacions amb la Garnatxa Beer, un producte d'alta gamma. L'empresa gironina elabora diferents tipus de cervesa artesana: Moska de Girona d'Estiu, Moska de Girona Rossa, Moska de Girona Negra, Moska de Girona Torrada, Moska de Girona Poma, Mosca d'hiver.
L'estiu del 2013 les instal·lacions de la microcerveseria Birrart varen patir un incendi, provocant moltes destrosses. Volen recordar els fets creant una nova cervesa anomenada Fum, Fum, Fum, que l'elaboren amb malta fumada a l'estil Rauchbier. De moment, aquesta cervesa artesana només la distribuiran en barrils per a bars.